# Julián Chera
Julián Chera (Rosario, provincia de Santa Fe, Argentina, 9 de julio de 1934 – ibídem,  24 de noviembre de 2012) fue un violinista y director de orquesta dedicado al género del tango.

## Vida personal
Eran 9 hermanos, todos aficionados a la música, que sabían ejecutar algún instrumento o se dedicaban al canto. El padre tocaba el bandoneón y la guitarra, aunque no en lugares del centro de Rosario sino en otros de menor categoría. Su madre desde los 7 años le enseñó a tocar el violín.

## Actividad profesional
Se perfeccionó en violín con grandes maestros y a los 14 años empezó a trabajar en la orquesta de Héctor Antonio Chera y, más adelante e integró el conjunto de su hermano mayor Luis Chera, muy apreciado y popular, una de las principales orquestas de la época, en la que también participó el futuro director de orquesta José Sala. Trabajó en radios y locales de baile de Rosario en una orquesta muy popular en Rosario llamada Los Provincianos junto a Luis Chera,los pianistas José Sala y Raúl Higinio Bianchi, el cantante Juan Antonio Anzur y otros. Esta orquesta trabajaba en distintas radios y lugares bailables.
A los 16 años necesitó un permiso especial para trabajar con la orquesta de Francisco Plano, en la que por entonces militaba Alfredo Belusi, que era presentado como «La voz que triunfó en Buenos Aires», en el cabaré Dancing Paradise de la calle Mitre y San Lorenzo de Rosario.
Después de hacer el servicio militar volvió a trabajar en Rosario cantando en las orquestas de José Sala, Julio Conti, Agustín Garnero, entre otras. También fue primer violín en la orquesta de su hermano Luis y decidíó formar su propia orquesta, con el bandoneonista Rodolfo «Cholo» Montironi, el violinista Antonio Agri más dos músicos de Rosario; su estilo propio no atrajo al público, por lo cual se inclinó a  hacer como otras orquestas que tocaban en Rosario e imitar el estilo de alguna de las grandes orquestas populares del momento, y eligió a la de Héctor Varela. Además de los nombrados incorporó a jóvenes brillantes como los bandoneonistas Néstor Marconi y Víctor Lavallén y el violinista , Pedro García. En los años siguientes actuaron en la orquesta como cantantes Hugo Remi, Daniel Gómez, Hugo Fontana, Lorenzo Ribó y Aldo Maidal, entre otros.
La orquesta actuó en Rosario en lugares tales como en el Teatro “El Círculo” y en el Monumento histórico nacional a la Bandera además de giras por otras ciudades del país y de Chile, Paraguay, Brasil y Uruguay. También actuó en Parque Centenario de Buenos Aires en 1999 ante 4000 a 5000 personas, en Radio Splendid, Radio El Mundo y en LT3 Radio Cerealista de Rosario y grabó el CD titulado Mi Corazón es un Violín. El 5 de noviembre de 1992 fue designado Ciudadano Ilustre de la ciudad de Rosario por su Consejo de Deliberante.
Falleció en Rosario el 24 de noviembre de 2012.